# اليشا ديبنام كيري
اليشا جازمين ديبنام-كيري (مواليد 20 يوليو، 1993) ممثلة أسترالية، اشتهرت بدور «ليكسا» في مسلسل «المئة» الذي عرض على قناة «CW»، ودورها الحالي بشخصية «اليشا كلارك» في مسلسل «اخشوا الموتى السائرين» الذي عرض على قناة «AMC» المشتق من مسلسل الرعب الدرامي «الموتى السائرون». كما ظهرت اليشا في عدة أفلام في 2014 مثل «نحو العاصفة» و «يدُ الشَيطان». وظهرت ايضاً في مسلسلات تلفزيونية مثل «ابنة مكليود»، «حياة الأحلام». و «المحطة التالية هوليود».

## نشأتها
ولِدت اليشا في مدينة سيدني، استراليا في 20 يوليو، 1993، وارتادت مدرسة نيوتاون للفنون المسرحية وتخرجت منها في 2011.

## حياتها المهنية

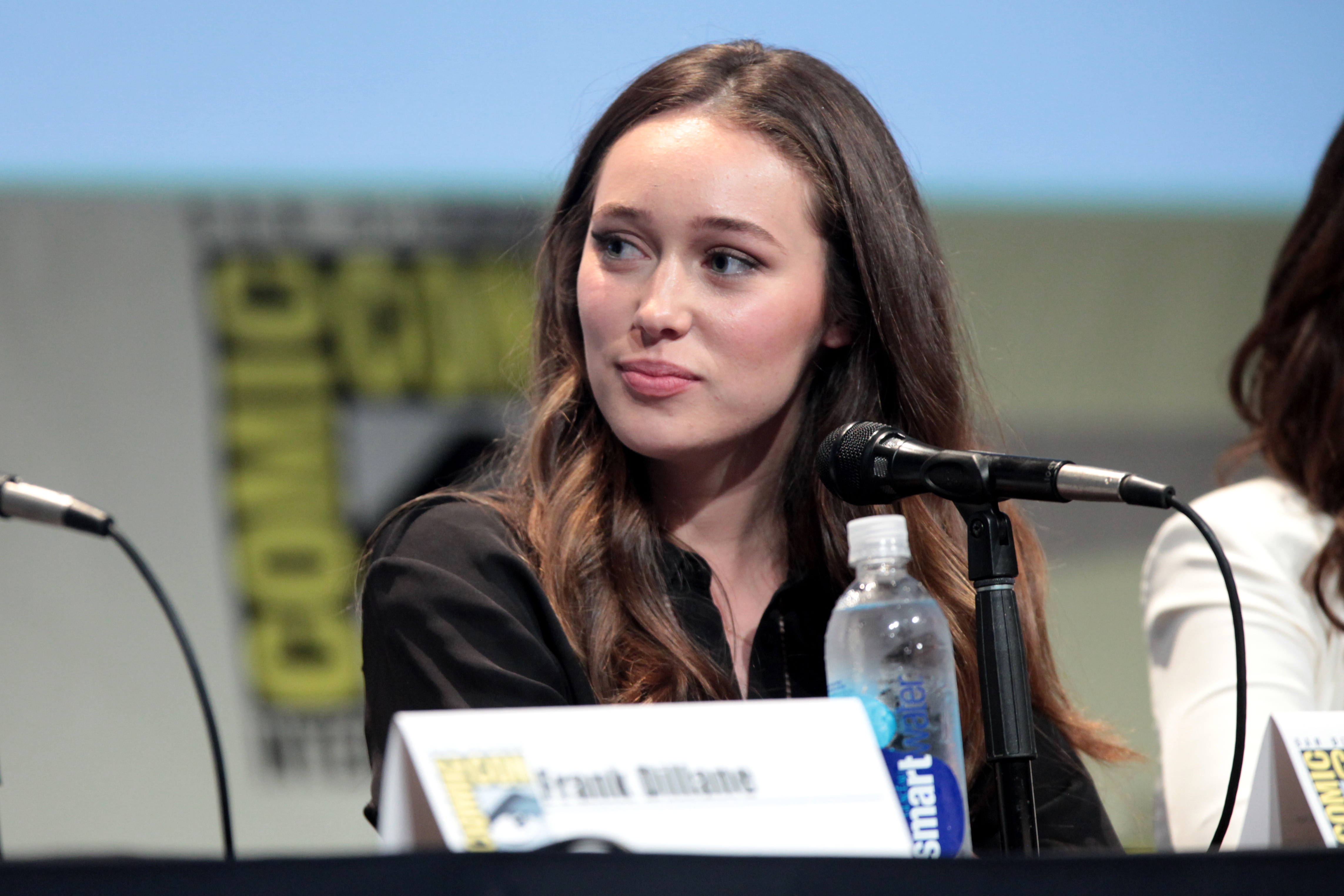
أليشا ديبنام كيري تتحدث في مؤتمر سان دييغو كوميك كون الدولي لعام 2015

### 2012-2003: بدايتها
بدأت اليشا بالتمثيل عندما كانت في الثامنة من العمر. في 2003 ظهرت في فيلم قصير لرايتشيل وارد الذي حاز على عدة جوائز بعنوان «معطف مارثا الجديد». بعدها ظهرت كضيف في مسلسل الدراما الأسترالي «ابنة مكليود». في 2008، ظهرت اليشا في الفيلم التلفزيوني حياة الأحلام والفيلم القصير «فتاة البانوراما»، والفيلم القصير «في محل الوشوم» وفيلم «الغصن».

### 2013-2012: لوس أنجلوس والمحطة التالية هوليود
بدأت اليشا في الظهور في هوليود بعمر الثامنة عشرة، عندما انتقلت إلى الولايات المتحدة لأول مرة. ظهرت اليشا في برنامج «المحطة التالية هوليود» وكانت اصغر المشاركين، وثائقي من ست حلقات يتابع ستة ممثلين أستراليين يحاولون الحصول على فرص تمثيل في البرامج الأمريكية. كما رافقتها امها في رحلتها وهي كاتبة تلفزيونية.

### 2014-الآن: نجاحها، المئة واخشوا الموتى السائرين
ظهرت اليشا بدور ضيف في مسلسل المئة على قناة «CW» في ستة حلقات، بدور شخصية القائدة «ليكسا»، في 2015 أعلن منتجي المسلسل بأن اليشا ستعود للمسلسل بدور متكرر في الموسم الثالث.
في ديسمبر 2014، اختيرت اليشا لاداء شخصية «اليشا كلارك» في مسلسل «اخشوا الموتى السائرين». وقامت بتصوير الموسم الأول في 11 مايو، 2015، في فانكوفر، كندا. بدأ عرض المسلسل في 23 أغسطس.

## الأعمال

### أفلام
| السنة | العنوان           | الدور           | ملاحظات        |
| ----- | ----------------- | --------------- | -------------- |
| 2003  | معطف مارثا الجديد | السي            |                |
| 2008  | فتاة البانوراما   | كايتلين         | فيلم قصير      |
| 2010  | في محل الوشوم     | جاين            | فيلم قصير      |
| 2011  | الغصن             | ميا             | فيلم قصير      |
| 2014  | نحو العاصفة       | كايتلين جونستون |                |
| 2014  | يد الشيطان        | ماري            |                |
| 2016  | طلب صداقة         | لورا            |                |
| 2025  | معجب              | روكسي           | في طور الانتاج |

### مسلسلات
| السنة     | العنوان               | الدور              | ملاحظات                        |
| --------- | --------------------- | ------------------ | ------------------------------ |
| 2006      | ابنة مكليود           | كلوي سانديرسون     | 1 حلقة                         |
| 2008      | حياة الأحلام          | كاسي               | فيلم تلفزيوني                  |
| 2008      | مقاومة                | جينيفيف "جين" ليون |                                |
| 2010      | أكاديمية الرقص        | ميا                | 1 حلقة                         |
| 2013      | المحطة التالية هوليود | نفسها              | 6 حلقات                        |
| 2014      | جالينتاين             | اسين               |                                |
| 2014      | صنع في هوليود         | نفسها              | 1 حلقة                         |
| 2014–16   | المئة                 | ليكسا              | موسم 2 - 3 (دور متكرر 16 حلقة) |
| 2015-2016 | اخشوا الموتى السائرون | اليشا كلارك        | موسم 1-2 (دور رئيسي 21 حلقة)   |
| 2025      | خل التفاح             | ميلا بليك          |                                |

### أغان مصورة (فيديو)
| السنة | اسم الاغنية  | المغني                        |
| ----- | ------------ | ----------------------------- |
| 2010  | ايلاي        | مايلير ديمون / لينكولين ديفيس |
| 2011  | إنها كالشهاب | جيبيدايا                      |

## الجوائز والترشيحات
| السنة | الجائزة                            | الفئة                                 | المرشحين    | النتائج | مراجع  |
| ----- | ---------------------------------- | ------------------------------------- | ----------- | ------- | ------ |
| 2015  | جوائز "MTV" فندوم                  | سفينة العام (شاركتها مع اليزا تايلور) | مسلسل المئة | رُشِّح     | [ 10 ] |
| 2015  | E! أفضل جوائز التلفاز على الإنترنت | أفضل قبلة (شاركتها مع اليزا تايلور)   | مسلسل المئة | فوز     | [ 7 ]  |
| 2015  | E! أفضل جوائز التلفاز على الإنترنت | أفضل ممثلة ضيفة                       | مسلسل المئة | فوز     | [ 7 ]  |

## وصلات خارجية
- اليشا ديبنام كيري على موقع IMDb (الإنجليزية)
- اليشا ديبنام كيري على موقع ميتاكريتيك (الإنجليزية)
- اليشا ديبنام كيري على موقع روتن توميتوز (الإنجليزية)
- اليشا ديبنام كيري على موقع قاعدة بيانات الأفلام العربية
- اليشا ديبنام كيري على موقع قاعدة بيانات الأفلام العربية
- اليشا ديبنام كيري على موقع ألو سيني (الفرنسية)
- اليشا ديبنام كيري على موقع تيرنر كلاسيك موفيز (الإنجليزية)
- اليشا ديبنام كيري على موقع أول موفي (الإنجليزية)
- اليشا ديبنام كيري على موقع قاعدة بيانات الأفلام السويدية (السويدية)
- اليشا ديبنام كيري على موقع قاعدة بيانات الفيلم (الإنجليزية)